# Непроходимость носослёзного канала
Непроходимость носослёзного протока (также используются термины: «непроходимость слёзных путей», «непроходимость слезоотводящих путей») — это состояние при котором имеется затруднение оттока слезы по своему естественному пути.

## Анатомия слезоотводящей системы

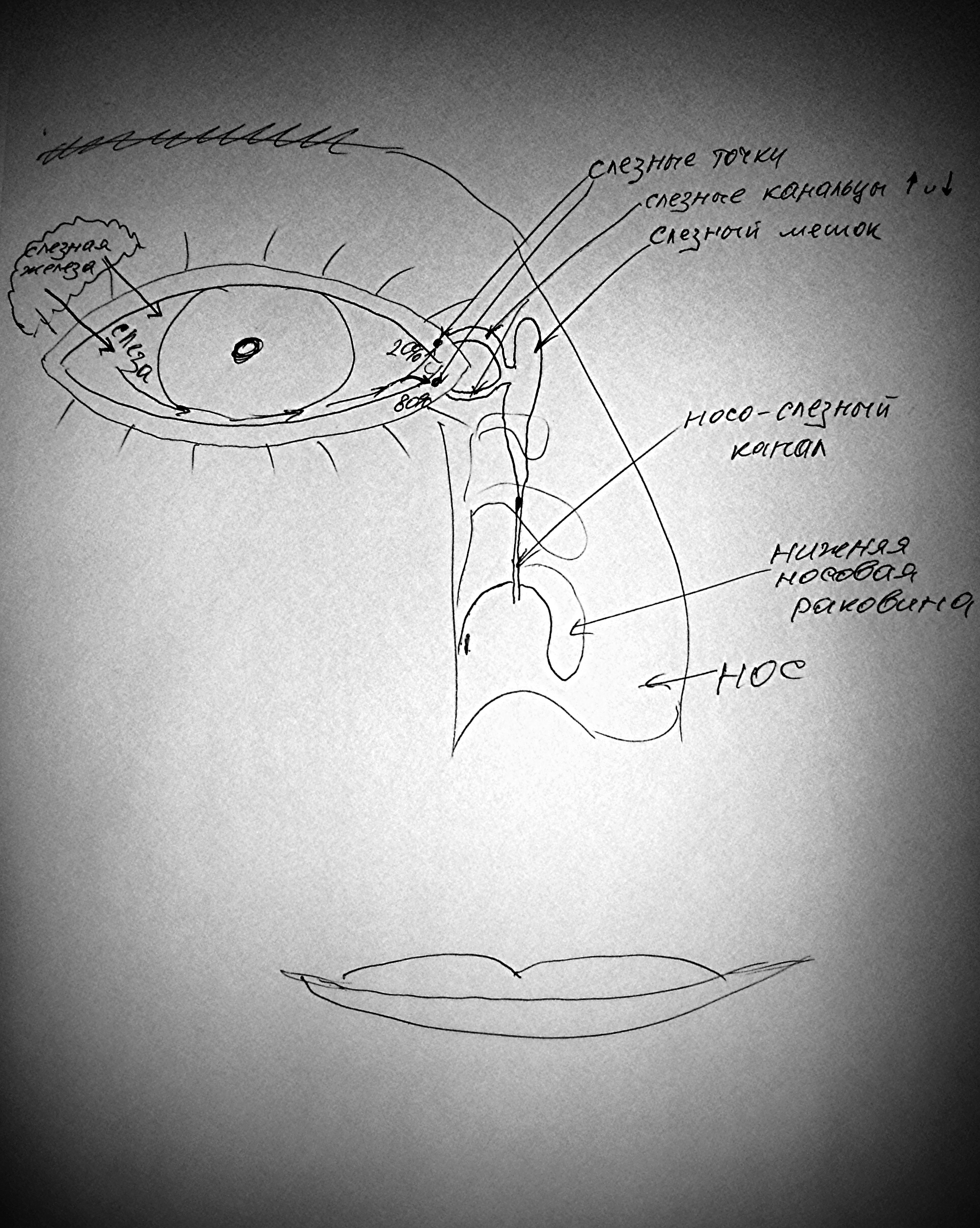
Схема оттока слезы из конъюнктивальной полости в носослезный канал

Основная порция слезы вырабатывается в слёзной железе. Далее она, омывая глаз, направляется к внутреннему углу, где в норме имеются слёзные точки верхняя и нижняя (в среднем 0,3 мм в диаметре), они видны если слегка отвернуть край века. За слёзными точками начинаются верхний и нижний слёзные канальцы, объединяющиеся в общий слёзный канал, который в свою очередь открывается в слёзный мешок. Из мешка слеза попадает в носослёзный проток, который проходит в толще кости и открывается под нижней носовой раковиной в носовой полости.
Это классическая упрощённая схема, в которой не учитывается клапанный аппарат канальцев и не говорится о том, что есть несколько вариантов строения отдельных участков слезоотводящего пути (например, верхний и нижний слёзные канальцы могут открываться в слёзный мешок самостоятельно, одна из слёзных точек может отсутствовать, мешок может быть разнообразный по форме и т. п.)

## Причины возникновения непроходимости слезоотводящей системы
1. Врождённая непроходимость — самая частая причина у детей. Возникает из-за недоразвития (очень маленький и узкий) или закупорки носослезного канала тонкой слизистой пробкой. Возможно самопроизвольное излечение в первые месяцы жизни.
2. Аномалии развития век, черепа и лица и, как следствие, путей оттока (расщелины неба, синдром Дауна)
3. Инфекции и воспаление глаз. Хронические конъюнктивиты, воспаления слизистой носа приводят к формированию спаек в путях оттока слезы.
4. Травмы, (операции в том числе) любой из структур, участвующих в слезоотведении.
5. Новообразования носа, слёзного мешка, костей при значительном увеличении иногда перекрывают слёзные каналы.
6. Дакриолиты (камни в слёзном мешке)
7. Приём некоторых препаратов (например антиглаукоматозных и препарата химиотерапии доцетаксел)

## Клиническая картина
Проявления перечислены по мере нарастания симптомов
1. слезостояние (мокрый глаз)
2. слезотечение (особенно на ветру и\или в холодную погоду)
3. желто-зелёное отделяемое (при присоединении инфекции)
4. затуманенное (из-за обилия слезы и отделяемого) зрение
5. Развитие дакриоцистита (острого, при долгом рецидивирующем течении- хронического)

## Диагностика
1. Этап осмотра и сбора анамнеза позволяет определить наличие или отсутствие слёзных точек, обнаружить следы ранений или операций в области проекций слезоотводящих структур, важно определить наличие проблем со стороны ЛОР-органов, ранние заболевания конъюнктивитом.
2. Пробное промывание и зондирование слёзных путей даёт возможность определить наличие и местоположение возникающих во время процедуры препятствий (до мешка, в мешке, или в носо-слёзном канале). На данном этапе можно обнаружить спайки, которые разрушаются во время процедуры, и определить ширину канала. Часто проблема решается на этапе зондирования.
3. Компьютерная томография — исследование носо-орбитальной зоны в 3-х проекциях. Позволяет собрать информацию о мешке, носо-слёзном канале и внутриносовых особенностях.

## Лечение
У новорождённых детей (до 1 месяца) общепринятой является выжидательная тактика с массажем слёзного мешка, тем самым даётся время на доразвитие, созревание и укрупнение структур. При необходимости назначаются антибиотики и туалет полости носа солевыми растворами и соплеотсосом (нос должен свободно дышать!). Массаж проводится таким образом, чтобы столб жидкости, скопившейся в мешке, продавливался вниз и раздвигал препятствия (спайки, плёнки). Для этого важно прижимать мешок к кости надавливая пальцем сверху вниз в проекции слёзного мешка. Ориентир — слёзное мясцо — оно расположено ближе кпереди чем сам слёзный мешок (см. схему).
Если за 1-2 месяца такого лечения не наступает выздоровление то стоит подумать о зондировании, которое лучше не откладывать надолго и сделать до 4-х месячного возраста. Обусловлено это тем, что постоянное воспаление мешка, особенно гнойное, вызывает его деформацию, образование новых спаек и усугубление процесса. Также стоит помнить, что с 4-6 месяцев у детей начинают появляться зубы, что приводит к отеку слизистой носа, что препятствует излечению.
Нередко одного зондирования бывает недостаточно. Если проведено больше 3-х зондирований без результата, то стоит думать об хирургическом лечении непроходимости — дакриоцисториностомии (эндоназальной или наружной) При этой операции создаётся новое соустье между мешком и полостью носа.
Несколько особняком стоят силиконовые интубационные стенты, вводимые в слёзные пути. При этой манипуляции совмещаются достоинства зондирования и каркасная функция трубок, защищающая от обратного сращения слезоотводящих путей. При соблюдении показаний к применению данных стентов результат очень высокий.